# Escua bilinea
Escua bilinea là một loài bướm đêm trong họ Noctuidae.